# Crédit agricole Brie Picardie
 (mars 2019).
Le Crédit agricole Brie Picardie est une banque mutualiste et coopérative implantée sur les départements de la Seine-et-Marne, de la Somme et de l'Oise.  Elle est l'une des 39 caisses régionales du groupe Crédit agricole.

## Historique

### Naissance (1900-1914)
La naissance du Crédit agricole mutuel ne s'est pas faite ni selon les mêmes modalités, ni dans les mêmes temps dans les territoires qui constituent aujourd'hui le périmètre de la Caisse régionale de Crédit agricole mutuel Brie Picardie. C'est l'Oise qui donne naissance aux premières caisses régionales, d'inspiration bonapartiste, créées selon les premiers modèles testés sans grande réussite durant le Second Empire. Pour la Somme, la naissance et le développement du crédit agricole sont d'essence méliniste.

#### Département de la Somme
La naissance des caisses locales de crédit agricole est une volonté du pouvoir en place de structurer le monde agricole. Dans la Somme, leur naissance est d'inspiration méliniste.[réf. nécessaire] La volonté gouvernementale va s'appuyer sur le terrain par le biais des professeurs d'agriculture. Dans la Somme, deux chaires d'agriculture ont été créées en[Quand ?] occupées par Georges Jourdain à Amiens de 1901 à 1914 et Hédiart à Péronne de 1903 à 1905.
Les instructions ministérielles transforment ces professeurs d'agriculture en recruteurs qui, par le biais de conférences vantent les mérites de la mutualité appliquées à l'assurance (mutuelles d'assurances sur le bétail) et au crédit (caisse locale de crédit agricole). Une circulaire ministérielle, signée Albert Viger Ministre de l'Agriculture, datée du 4 février 1899, insiste sur le concours que le professeur d'agriculture doit prêter aux associations agricoles du département (caisses d'assurance mutuelle, syndicats, caisse de crédit agricole). Georges Jourdain, professeur de la chaire d'agriculture d'Amiens va donc s'atteler à cette tâche et initier les premiers projets de caisses locales de crédit agricole.
- 29 avril 1905 : création d'une caisse régionale à Péronne (31, rue Saint Fursy) : le Crédit agricole du Santerre, suivie de 3 caisses locales (Nesles, Roisel et Combles) dans l'arrondissement de Péronne.
- 1906 : 2 nouvelles caisses locales (Ham et Albert) dans le giron de la caisse régionale de Péronne; et deux autres caisses locales (Rue et Ham).
- 1907 : création d'une caisse régionale à Amiens (13 mail Albert 1er)[1].
- 1911 : création de caisses locales à Beauval et Airaines.
- 1912 : création d'une caisse locale à Bernaville.
- 1913 : création d'une caisse locale à Conty.

Comme le note le rapport annuel que fait le professeur d’agriculture de la chaire d'Amiens au préfet[source insuffisante], « Le développement du Crédit agricole est encore lent dans la Somme. C'est dans l'arrondissement de Péronne que les agriculteurs en utilisent le plus largement les avantages ».
Cette instruction ministérielle est bientôt suivie d'une loi en 1912, loi qui crée une Direction des Services Agricoles par département. Cette direction chapeaute l'activité des professeurs d'agriculture d'un département ; leur rôle de moteur dans le développement du mutualisme est renforcé.

#### Département de l'Oise
Des sociétés locales de crédit agricole, autonome, fonctionnent en dehors de l'organisation des Caisses régionales. Ainsi en est-il de la Société de Crédit agricole mutuel, constituée en 1885 à Senlis, sur l'initiative de M. Léon Martin, président de la Société d'Agriculture de l'arrondissement et accessoirement député bonapartiste de 1885 à 1889. Fondée initialement pour une période de dix ans, la société a été renouvelée deux fois dans les mêmes conditions. À chaque renouvellement, la question s'est posée de savoir s'il ne convenait pas de modifier les statuts conformément aux lois sur le crédit agricole, en vue de profiter des avances gratuites de l'Étal. Mais les actionnaires n'ont pas voulu aller dans ce sens.

#### La Brie
En 1907, au congrès national de crédit agricole mutuel, se constitue une instance fédérale. M. Jules Bénard (par ailleurs président de la Caisse régionale de la Brie) prend la tête de la structure fédérale .

### Période de regroupement (1968 - 2007)
1969 : La fusion entre la Caisse régionale de Crédit agricole d'Amiens et la Caisse régionale de Crédit agricole du Santerre donne naissance à la Caisse régionale du crédit agricole de la Somme.
1990 : Introduction en bourse des Certificats coopératifs d'investissement de la Caisse régionale de la Somme.
juin 1992 : Introduction en bourse des Certificats coopératifs d'investissement de la Caisse régionale de l'Oise.
Mai 2005 : Naissance de la Caisse régionale de Brie Picardie par la fusion des Caisses régionales de la Somme et de la Seine-et-Marne.
11 mai 2007 : La Caisse régionale de l'Oise rejoint la Caisse régionale de Brie Picardie.

## Territoire
Le Crédit Agricole Brie Picardie est l'une des 39 caisses régionales du groupe Crédit Agricole. Chaque caisse régionale est une entreprise indépendante, et toutes partagent les valeurs mutualistes du groupe.
Le Crédit Agricole Brie Picardie est présent sur les départements de la Somme, de l’Oise et la Seine-et-Marne. Ses activités « support » se concentrent sur 3 sites : Chessy (dit Osmose) , Beauvais (dit L'empreinte Crédit Agricole) et Amiens qui est le siège social.

## Organisation capitalistique

### Actionnariat

#### Forme juridique du capital social
Société coopérative. Le capital social est composé de Parts Sociales, de Certificats Coopératifs d'Investissement et de Certificats Coopératifs d'Associés.

#### Détention de capital social
Le capital social de la Caisse régionale de Brie Picardie est détenu par :
- Les caisses locales
- Sacam Mutualisation (détenue par l'ensemble des Caisses régionales de Crédit Agricole)
- Crédit Agricole SA[6]
- Les porteurs de Certificats Coopératifs d'Investissement.

### Filiales

#### Régionales ou nationales
- SAS Brie Picardie Expansion : acquisition et gestion de participations dans des sociétés en création, en développement ou matures.
- SAS Rue La Boétie
- SAS SACAM International
- SAS SACAM DEVELOPPEMENT
- SAS SACAM AVENIR
- SNC Sacam Mutualisation

#### Filiales de moyens
GIE du groupe Crédit agricole auxquels la Caisse régionale Brie Picardie est adhérente :
- GIE CAPRINT : moyens éditiques.
- GIE CA-TOP : traitement des chèques.
- GIE ACHATS-CONSEIL : négociations des contrats de services et d'équipements.
- GIE CA INNOVE : moyens pour l'innovation.
- GIE CATS (CA Technologie et Services) : moyens pour la gestion des SI.
- GIE COOPERNIC : moyens de prestations financières, économiques, juridiques, administratives.

## Politique RH
Le Crédit agricole Brie Picardie emploie 2 750 collaborateurs dans les trois départements de la Somme, de l’Oise et de la Seine-et-Marne.

## Vie économique

### Données financières et boursières
La Caisse régionale Brie Picardie a une notation long terme au 31 décembre 2012 de :
- A par Standard & Poor's
- A2 par Moody's[7].

### Données financières
| Années                                                   | 2007  | 2008  | 2009  | 2010  | 2011  | 2012  | 2013  | 2014  | 2015  | 2016  | 2017  | 2018  | 2019  | 2020  | 2021  | 2022  | 2023  |
| -------------------------------------------------------- | ----- | ----- | ----- | ----- | ----- | ----- | ----- | ----- | ----- | ----- | ----- | ----- | ----- | ----- | ----- | ----- | ----- |
| Produit net bancaire                                     | 550,2 | 499,5 | 536,6 | 570,9 | 612,7 | 591,3 | 576,4 | 576,8 | 603,5 | 603,5 | 564,4 | 581,8 | 595,8 | 600,3 | 629,0 | 669,7 | 693,0 |
| Résultat brut d’exploitation                             | 259,8 | 219,7 | 259,6 | 295,9 | 327,6 | 297,9 | 294,0 | 294,8 | 302,8 | 292,0 | 247,2 | 255,8 | 261,5 | 265,6 | 274,7 | 262,0 | 303,8 |
| Résultat brut d'exploitation (hors initiative sociétale) |       |       |       |       |       |       |       |       |       |       |       |       |       |       |       | 295,6 |       |
| Résultat net                                             | 152,0 | 144,2 | 148,8 | 162,1 | 175,5 | 166,0 | 162,2 | 166,4 | 171,7 | 171,9 | 171,7 | 180,9 | 173,1 | 145,0 | 183,3 | 151,5 | 201,4 |
| Résultat net (hors initiative sociétale)                 |       |       |       |       |       |       |       |       |       |       |       |       |       |       |       | 186,1 |       |

## Controverse

### Financement de la campagne d'Éric Woerth
En 2010, Éric Woerth se voit reprocher par Mediapart une déclaration de revenu tronquée lors de ses démarches pour obtenir un prêt au Crédit agricole Brie Picardie pour sa campagne municipale à Chantilly, dans l'Oise, en 2008. Le site d’information s’est procuré un « document de travail » interne à la banque, qui minore les revenus d'Éric Woerth à « 112 euros par mois pour vivre », et présente un « endettement bancaire de 89 % ». À la suite de ces déclarations, le Crédit agricole Brie Picardie a apporté un démenti formel des informations du site internet Mediapart,.